# Trúc đùi gà
Trúc đùi gà, còn gọi là tre ống điếu, trúc Phật (danh pháp hai phần: Bambusa ventricosa) là một loại cây thuộc họ Hòa thảo.

## Mô tả
Thân cây mọc cụm, cao 1 - 3m, đường kính 1 – 4 cm. Cây cong dạng sóng; gióng dài 1,5 – 5 cm; phình lên ở dưới, giống như đùi gà; vòng đốt hơi nhô cao; vỏ thân màu lục thẫm, khi già ngả màu hơi vàng. Lá có phiến hình mác, dài 12 – 21 cm, rộng 1 – 2 cm, đầu nhọn, gốc tròn hay hình tim. Mo thân có tai phát triển; lá mo hình mác, đầu nhọn, gốc hình tim. Mùa măng tháng 5 - 7. Tái sinh bằng thân rễ. Chưa gặp cây ra hoa. Chủ ỵếu được trồng làm cảnh vì dáng đẹp. Thân cây làm gậy chống cho người cao tuổi.

## Phân bố
Trúc đùi gà thích hợp với vùng trung du và đồng bằng.
Tại Việt Nam, trúc đùi gà được trồng tại Lạng Sơn, Vĩnh Phú, Hà Nội, Quảng Ninh, Hải Hưng, Hà Bắc, Thái Bình, Thừa Thiên Huế. Trúc đùi gà sống tại Trung Quốc, Malaysia.
Tình trạng hiện nay: không biết chính xác. Có trồng rải rác ở nhiều vùng đất thấp để làm cảnh. Mức độ đe doạ: bậc K.